# Nexon (comuna francesa)
 Nexon  (en occitano Neiçon) es una población y comuna francesa, situada en la región de Lemosín, departamento de Alto Vienne, en el distrito de Limoges y cantón de Nexon.

## Demografía
| 2445 | 2379 | 2415 | 2379 | 2297 | 2325 | 2435 |
| Para los censos de 1962 a 1999 la población legal corresponde a la población sin duplicidades (Fuente: INSEE [Consultar]) |      |      |      |      |      |      |